# 白河中央スマートインターチェンジ

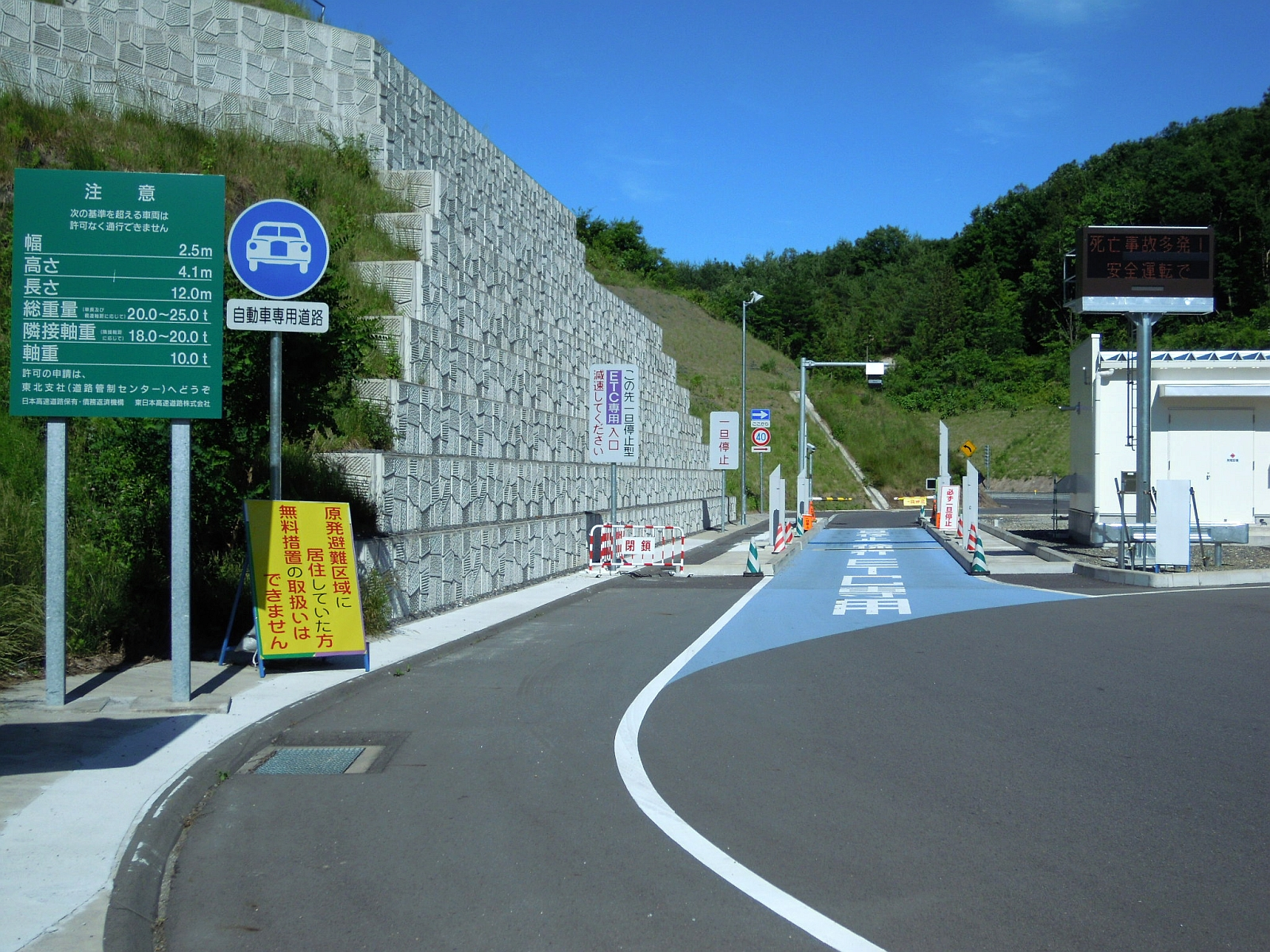
白河中央スマートインターチェンジ料金所（上り線）の入口ゲート

白河中央スマートインターチェンジ（しらかわちゅうおうスマートインターチェンジ）は、福島県白河市豊地の東北自動車道上にあるインターチェンジ（本線直結型スマートIC）である。

## 概要
東北自動車道の白河インターチェンジと矢吹インターチェンジの間、白河市豊地にある白河中央バスストップ（現在休止中）付近で2008年4月に着工し、2009年8月8日に供用を開始した。既存の白河中央BSの道路施設を改修し、東北自動車道本線と国道294号を増設されたランプウェイで結んでいる。
当初は社会実験を経た上での本供用を予定していたが、同年春の制度改正によって当初から設置が恒久化されることとなり、当ICは常磐自動車道の水戸北スマートインターチェンジに次いで全国2箇所目、福島県内では初の本線直結型スマートICとして開設された。また、両方向へ流入流出できる本線直結型スマートICとしては当ICが全国初である。

## 料金所
料金所はすべてETC専用であり、上り線用と下り線用の料金所が東北自動車道を挟んである。
- ブース数：4

### 上り線
- ブース数：2
  - ETC専用入口：1
  - ETC専用出口：1

### 下り線
- ブース数：2
  - ETC専用入口：1
  - ETC専用出口：1

## 歴史
- 2009年8月8日：供用開始

## 接続する道路
- E4 東北自動車道（14-1番）

直接接続
- 国道294号

間接接続
- 国道4号 - 国道294号を約800m経由

## 周辺
- 工業の森・新白河
- 白河厚生総合病院
- 白河病院
- JA夢みなみ しらかわ地区支援センター（旧・白河農業共同組合）
- 白河小峰城
- 白河市役所
- 白河文化交流館コミネス
- JR東日本東北本線 白河駅

## 隣
E4 東北自動車道
(14)白河IC - (14-1)白河中央SIC - 阿武隈PA - (15)矢吹IC